# Montserrat Ferrer i Bech
Montserrat Ferrer i Bech (Palafrugell, 1 de maig de 1951) és una empresària catalana i propietària de la fleca Can Baldiri de Palafrugell. Filla de Josep Ferrer i Lloveras i Maria Bech i Frigola, Montserrat Ferrer va estudiar al col·legi Vedruna de Palafrugell i als 15 anys va decidir començar a treballar al negoci familiar, ocupant-se de la botiga. Montserrat Ferrer es va casar l'any 1976 amb Josep Sagué Xargay de Castell d'Aro que també era flequer. Varen tenir dos fills, Martí i Regina.
El 1988 els pares es varen jubilar i Monserrat Ferrer i el seu germà Baldiri varen agafar el relleu, dirigint l'empresa fins al 2018. En aquests 30 anys van modernitzar l'obrador i també la fórmula per elaborar el pa.
Els seus productes, com els croissants, són un dels atractius comercials identitaris de la vila. Especialitzada en la elaboració artesanal i venda de pa, brioixeria i fruits secs torrats amb forn de llenya.
L'Ajuntament de Palafrugell els atorgà el Diploma al Mèrit Ciutadà en el plenari municipal del 29 de juliol de 2014 com a reconeixement a la seva trajectòria de més de 150 anys. La història de la fleca va començar l'any 1856.